# Mediocalcar brachygenium
Mediocalcar brachygenium är en orkidéart som beskrevs av Rudolf Schlechter. Mediocalcar brachygenium ingår i släktet Mediocalcar och familjen orkidéer. Inga underarter finns listade i Catalogue of Life.